# تئودور تامسن
تئودور تامسن (آلمانی: Theodor Thomsen; ۲۰ مارس ۱۹۰۴ – ۱۴ مهٔ ۱۹۸۲) قایقران قایق بادبانی اهل آلمان بود.